# Marcq-en-Barœul
Marcq-en-Barœul es una localidad y comuna francesa, situada en el departamento de Norte y la región de región Norte-Paso de Calais.

## Geografía
Marcq-en-Barœul es una localidad cercana a Lille, atravesada por un río canalizado, el Marque.
El nombre de Marcq - como el del río - significa a la vez pantano y frontera, lo que no es incompatible ya que en esta época la noción de frontera corresponde menos a una línea arbitraria que a zonas relativamente desiertas entre dos pueblos. Barœul es una antigua región que engloba Marq-en-Barœul, Mons-en-Barœul y una parte de la actual Villeneuve d'Ascq.

## Historia
La ciudad fue en sus comienzos una zona poco habitada, por los pueblos de Atrébates y Menapios. Más tarde, después de la conquista romana de Julio César, la ciudad fue colonizada como lo prueba el descubrimiento de una ciudad galo-romana situada cerca del Marque (el río convertido hoy día en canal) en 1965. La ciudad, como el resto de la región, fue enseguida invadida por los pueblos germánicos.
En la Edad Media, la localidad se convierte en territorio de caza para los reyes carolingios. Después, la ciudad llega a ser un centro en el que se instals la burguesía, la cual influye sobre el poder local durante algún tiempo, con la ayuda del sufragio censitario o incluso bajo el Consulado y el Primer Imperio. La Revolución francesa y los acontecimientos que la siguieron, e incluso la guerra de 1870 no tendrán mayor incidencia en la vida de la localidad, entonces de alrededor de 2 700 habitantes.
Las guerras mundiales la van a debilitar como a las otras ciudades de la región, pero gracias a la industria, la ciudad al final de la guerra o durante el periodo de entreguerras ve crecer su economía y su población, para estancarse después de los años 1970. Un ejemplo del auge fue la construcción de infraestructuras como el Hipódromo de Lille Marcq-en-Baroeul en 1931. Es también en Marcq-en-Barœul dónde Delespaul-Havez fabricó el primer Carambar

## Demografía
| 2 648 | 2 613 | 2 706 | 2 925 | 3 586 | 3 348 | 3 937 | 3 989 | 4 617 | 5 922 | 7 335 | 7 548 | 8 411 | 9 266 | 9 418 | 9 752 | 10 392 | 11 142 | 11 520 | 12 149 | 12 713 | 16 145 | 19 163 | 21 322 | 22 271 | 24 564 | 29 234 | 35 136 | 36 126 | 35 278 | 36 601 | 37 177 | 39 101 |
| Para los censos de 1962 a 1999 la población legal corresponde a la población sin duplicidades (Fuente: INSEE [Consultar]) |       |       |       |       |       |       |       |       |       |       |       |       |       |       |       |        |        |        |        |        |        |        |        |        |        |        |        |        |        |        |        |        |